# Rondsnoek
De rondsnoek (Sphyraena picudilla) is een straalvinnige vis uit de familie van barracuda's (Sphyraenidae), orde baarsachtigen (Perciformes), die voorkomt in het westen en het zuidwesten van de Atlantische Oceaan.

## Anatomie
De rondsnoek kan maximaal 61 cm lang en 1140 gram zwaar worden. Het lichaam van de vis heeft een aalachtige vorm. De vis heeft twee rugvinnen (zes stekels en negen vinstralen) en één aarsvin (met negen vinstralen).

## Leefwijze
De rondsnoek is een zoutwatervis die voorkomt in een tropisch klimaat. De diepte waarop de soort voorkomt is 1 tot 65 m onder het wateroppervlak. 
Het dieet van de vis bestaat hoofdzakelijk uit dierlijk voedsel. Hij voedt zich met macrofauna en jaagt ook op vis.

## Relatie tot de mens
De rondsnoek is voor de visserij van beperkt commercieel belang. Wel wordt er op de vis gejaagd in de hengelsport. Voor de mens is de rondsnoek potentieel gevaarlijk, omdat er vermeldingen van ciguatera-vergiftiging zijn geweest.
De soort komt niet voor op de Rode Lijst van de IUCN. 